# Karakas László
Karakas László (Debrecen, 1923. június 21. – Budapest, 1989. október 6.) magyar politikus, miniszter, országgyűlési képviselő.

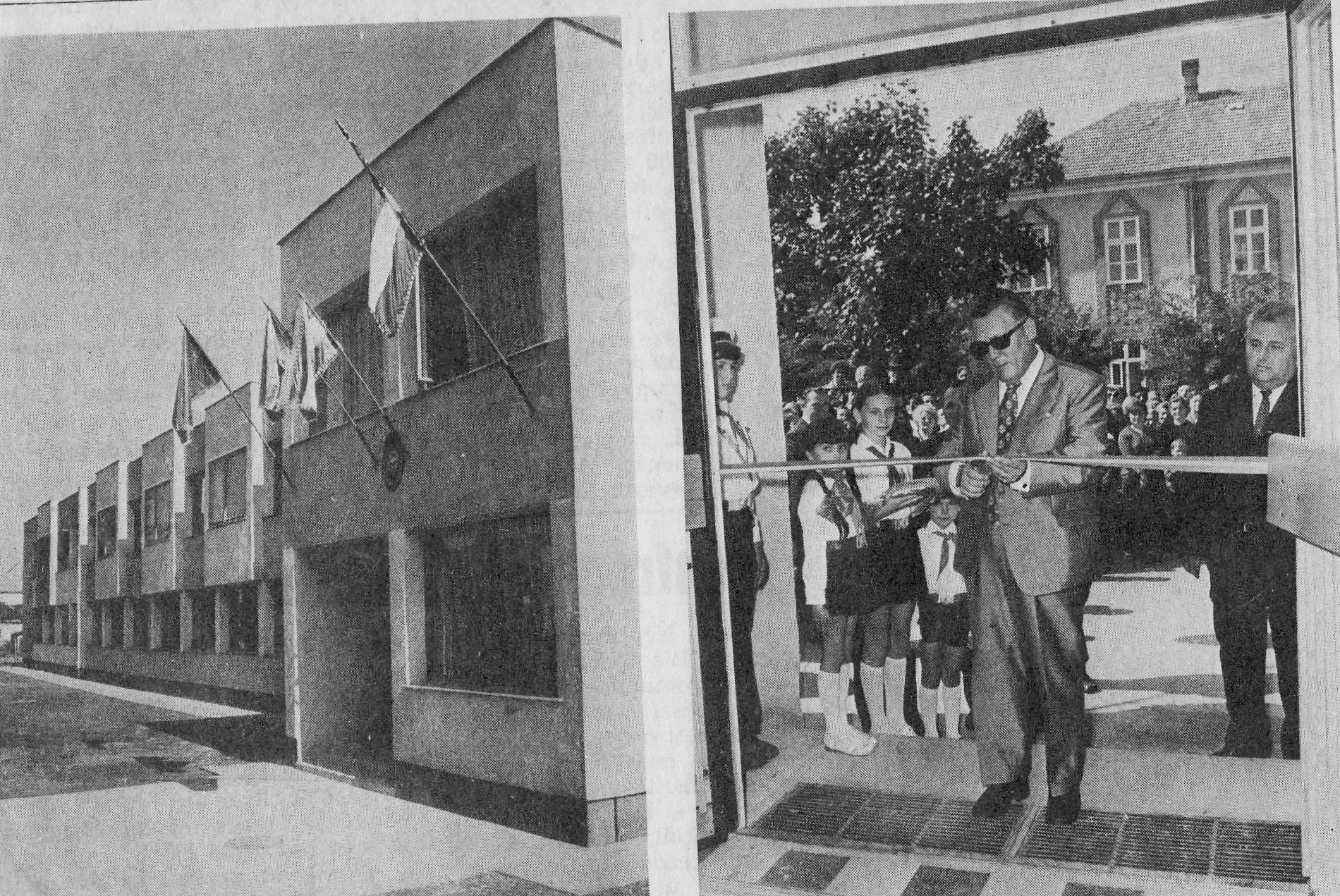
A kép a hajdúdorogi Tokaji úti Általános Iskola ünnepélyes megnyitóján készült 1975-ben. A nemzetiszínű szalagot a munkaügyi miniszter, Karakas László vágta át.

## Életpályája
Mezőgazdasági munkás családban született. Az általános iskola után péknek tanult, sütőmunkás volt Debrecenben és Budapesten. 1945–1948 között favágóként dolgozott. 1948–1949 között a debreceni sütőipari vállalat helyettes igazgatója volt.

### Politikai pályafutása
1945-ben lett a Magyar Kommunista Párt tagja. 1944-től szakszervezeti tag, majd 1949-től az Élelmezésipari Dolgozók Szakszervezete (ÉDOSZ) szervezési osztályán munkatárs, a Békés megyei területi bizottság elnöke volt. 1951-től szervezési osztályvezetőként dolgozott. 1952-től titkár, 1954-től elnök, majd 1960-ig ismét főtitkár volt. 1957-től az MSZMP Központi Ellenőrző Bizottságának tagja volt. 1963-ben elvégezte az SZKP hároméves pártfőiskoláját. 1963–1966 között a Szakszervezetek Országos Tanácsának titkára volt. Az MSZMP Hajdú–Bihar megyei pártbizottságának első titkárává 1966. június 1-jén választották meg. 1966. december 3. és 1988. május 22. között az MSZMP Központi Bizottságának tagja volt. 1971. április 25-től 1989-ig Hajdú-Bihar megye 6. számú egyéni választókerületének országgyűlési képviselője volt. 1973. június 29. és 1977. június 24. között Munkaügyi miniszter volt a Fock-kormányban, valamint a Lázár-kormányban. 1977. június 22. és 1987. december 8. között az MSZMP KB Pártgazdasági és Ügykezelési Osztály vezetője volt. 1980. június 8-tól Hajdú-Bihar megye 12. számú egyéni választókerületében országgyűlési képviselő volt.
Sírja a Fiumei úti sírkertben található (12-3-17).

## Díjai
- Magyar Népköztársasági Érdemérem ezüst fokozata (1952)
- Munka Vörös  Zászló Érdemrendje (1988)